# Kaštelský záliv
Kaštelský záliv, případně Kaštelanský záliv, zřídka též Lintar (chorvatsky Kaštelanski zaljev), je uzavřený záliv na pobřeží Jaderského moře.

## Popis
Na severní a severovýchodní straně je záliv ohraničen pevninou, jihovýchodní stranu uzavírá Splitský poloostrov, ze západu ostrov s historickým centrem města Trogir a na a jihozápadě ostrov Čiovo.
Název zálivu je odvozen od souměstí sedmi obcí zvaných souhrnně Kaštela. Ty se rozkládají podél celého severního pobřeží zálivu. Komě nich na pobřeží zálivu leží také další města a obce:
- Solin
  - obec Sveti Kajo
- Split
  - městská část Vranjic
- Trogir
  - ves Divulje s mezinárodním letištěm Split
- na ostrově Čiovo jsou to obce
  - Arbanija
  - Slatine
  - Mastrinka
- Bijaći (část Kaštela Štafilić)

Do zálivu se u města Solin vlévá řeka Jadro a poblíž Trogiru potok Pantana. Ve vodách zálivu je také několik malých ostrovů a ostrůvků, např. Školjić, Galera, Barbarinac nebo Šilo.